# Tex Beneke
Tex Beneke, nome d'arte di Gordon Lee Beneke (Fort Worth, 12 febbraio 1914 – Costa Mesa, 30 maggio 2000), è stato un sassofonista, cantante e direttore d'orchestra statunitense.

## Biografia

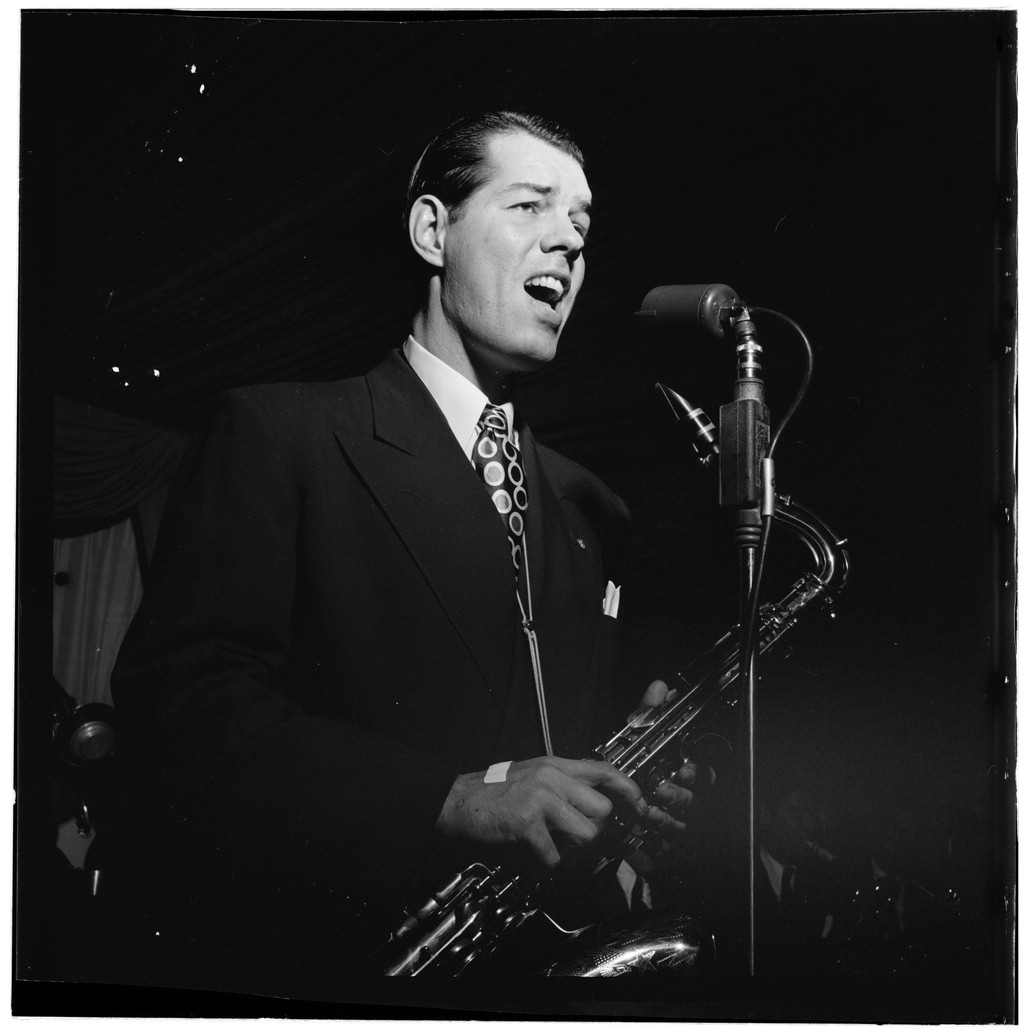
Tex Beneke (1947 circa)

Nato nel 1914 a Fort Worth nel Texas, dopo l'esordio nel 1935 con la Ben Young Orchestra, nel 1938 entrò a far parte dell'orchestra di Glenn Miller ove contribuì al successo di popolari motivi quali In the Mood e Chattanooga Choo Choo.
Con la scomparsa tragica di Miller nel 1944, per volontà della vedova di Glenn, Beneke assunse nel 1946 la direzione dell'orchestra. Lasciata la direzione per contrasti con i manager che volevano, a differenza di Tex, che la band rimanesse ferma allo stile Miller, fondò un proprio complesso: Tex Beneke and His Orchestra.
Beneke partecipò anche ad alcuni film, tra i quali Sun Valley Serenade (Serenata a Vallechiara) del 1941, diretto da H. Bruce Humberstone, ove interpreta come sassofonista e cantante, insieme all'orchestra di Miller, Chattanooga Choo Choo. Il film ebbe tre nomination (fotografia, film musicale e migliore canzone) negli Oscar del 1942.
Morì nel 2000, a ottantasei anni, a Costa Mesa in California.